# آبشار تریپلت
آبشار تریپلت (به انگلیسی: Triplet Falls) آبشاری است که در استرالیا واقع شده و ارتفاع کلی ریزشگاه آن ۱۸ متر است.